# Армиранобетонске конструкције
Армиранобетонске конструкције представљају једну од најважнијих области грађевинарства. У току своје историје старе нешто више од стопедесет година, по својој масовности и значају, армирани бетон успева да преузме примат над осталим грађевинским материјалима. Армиранобетонски конструктивни елементи се могу срести на објектима најразличитијих намена, почевши од зграда, преко објеката нискоградње и хидроградње, до објеката као што су мостови, силоси, водоторњеви и многи други.
Прорачун ових конструкција разликује се у односу на поједине врсте и регулисан је низом стандарда и прописа који варирају од земље до земље. У Србији су на снази прописи објављени у Сл. листу СФРЈ 23.02.1987. познати као Правилник о техничким нормативима за бетон и армирани бетон или ПБАБ 87.